# Середмістя (Варшава)
Середмістя — дільниця Варшави, яка розташовується в лівобережній частині міста.

Це одна з 18 адміністративних одиниць столичного міста Варшави.
| Місто               | Варшава          |
| ------------------- | ---------------- |
| Статус              | дільниця         |
| Міський голова      | Петро Кажімерчак |
| Площа               | 15,57 км²        |
| Населення           |                  |
| Кільк. мешканців    | 121 163          |
| Густина             | 7782 ос./км²     |
| Поштовий індекс     | od 00-xxx        |
| Авто. номерний знак | WI               |

Кордони Середмістя були усталені в 1960 (перед війною займало також східні території сьогоднішньої Волі та Охоти: західна частина Муранува — район Новолипки, західна частина Середмістя Північного — включно з Мірувум, частина Середмістя Південного — сьогоднішній фрагмент району Фільтри). Займає найстаршу частину міста (Старе Місто та Нове Місто), а також забудову, яка з'явилась після Другої світової війни в місці знищених дільниць. Є найпрезентабельнішою дільницею Варшави.
Відповідно до даних Центрального статистичного офісу Польщі, 1 січня 2014 року дільниця Середмістя мала площу 15,57 км² (станом на 31 грудня 2013 року), а кількість мешканців складала 121 163 особи.

## Адміністративні кордони
Кордон Середмістя визначається: залізничними шляхами при вул. Сломінського, алея Яна Павла ІІ, алея Незалежності, вул. Стефана Баторія, вул. Спацерова, вул. Гагаріна, вул. Підхорунжих, вул. Новосельська і течія Вісли.

## Мікрорайони
Середмістя від 2011 року поділене на 12 адміністративних одиниць нижчого порядку, які називаються мікрорайонами. Вони не мають назв, однак до них застосовано нумерацію від І до ХІІ.
Раніше дільниця була поділена на 7 одиниць — 6 мікрорайонів і одну колонію:
- Колонія Маріенштат
- Мікрорайон Кошики
- Мікрорайон Олеандрів
- Мікрорайон Муранув
- Мікрорайон На Тракті
- Мікрорайон Центр Середмістя
- Мікрорайон Старе і Нове Місто

Правові засади, які стосуються функціонування мікрорайонів і колонії:

Закон про самоврядування гмін (ст.: 5, 35-37), Закон про устрій столичного міста Варшави (ст.: 11, 19), Статут Гміни Варшава-Центр (параграфи: 33, 38), Статут Дільниці (параграфи: 6, 21).
Правові засади, які стосуються функціонування мікрорайонів і колонії:

Закон про самоврядування гмін (ст.: 5, 35-37), Закон про устрій столичного міста Варшави (ст.: 11, 19), Статут Гміни Варшава-Центр (параграфи: 33, 38), Статут Дільниці (параграфи: 6, 21).
Відповідно до даних Системи Інформації Міста (MSI), Середмістя поділене на Старе Місто, Нове Місто, Муранув, Повісля, Північне Середмістя, Південне Середмістя, Солець, Уяздув.
Тим не менше, фактичний історичний поділ, також уживаний в поточній мові, вирізняє:
- Старувка
  - Старе Місто
  - Нове Місто
- Центр
  - Північне Середмістя
    - Мірув (частково)
    - Грибув

  - Південне Середмістя
    - Маршалківська Квартирна Дільниця
- Муранув
- Повісля
  - Маріенштат
  - Солець
- Уяздув

## Центр
Окрім назви Середмістя часто використовуваним визначенням є слово Центр, яке однак найчастіше має вужче поняття.
- Назвою Центр окреслюється перехрестя вул. Маршалківської з Єрусалимськими Алеями (кругове перехрестя Дмовського) з характерними будівлями Ротонди PKO та Готелю Новотель, недалеко від Палацу культури та науки. До цього місця спрямовують вказівники на автомобільних шляхах, звідти також здійснено відлік дорожніх відстаней з Варшави — на західному куті перехрестя (зі сторони Палацу Культури) знаходиться обеліск, на якому зазначені відстані до найважливіших міст Польщі і світу, він має висоту близько 2 метрів.

- Назву Центр також носить сукупність автобусних і трамвайних зупинок, які знаходяться біля цього перехрестя, а також станція Центрум (А13) першої лінії варшавського метро.

- На відстані 500 метрів від кругового перехрестя Дмовського знаходиться залізничний вокзал Варшава-Центральна.

- Варшавські урбаністи використовують поняття Стислий центр Царшави, називаючи так квартал вулиць біля Палацу Культури та Науки, обмежений вулицями: Маршалківською, Єрусалимськими Алеями, Емілії Плятер і Свентокшиською.

- В період 1994—2002 років існувала гміна Варшава-Центр, яка займала територію Середмістя та 6 інших дільниць — межі цієї гміни були подібними до кордонів передвоєнної Варшави.

## Важливі пам'ятки
- Старе Місто
  - Замкова площа з Королівським Замком і колоною короля Сігізмунда
  - Палац «Під бляхою»
  - Кафедральний собор Івана Хрестителя
  - Ринкова площа Старого Міста
  - Барбакан
  - Костьол св. Мартіна
  - Костьол Милостивої Божої Матері
  - Кам'яниця «Під голубами»
  - Кам'яниця «Під кораблем»
  - Кам'яниця Борнбахів
  - Кам'яниця Під Хрестом
  - Вул. Канонія
  - Варшавська русалка
- Нове Місто
  - Костьол св. Яцека
  - Костьол Пришестя Пресвятої Діви Марії (є версія, що побудовано на місці язичницької святині)
  - Костьол Святого Духу
  - Костьол св. Казимира
  - Музей Марії Склодовської-Кюрі
  - Палац Сапєг
  - Ринкова площа Нового Міста
  - Вул. Фрета
  - Вул. Мостова
  - Костьол св. Франциска
- Маріенштат
- Королівський тракт
  - Краківське передмістя
    - Заїзд Джіканка
    - Костьол св. Анни
    - Базиліка св. Хреста
    - Костьол св. Йосифа
    - Президентський палац
    - Костьол Кармелітів
    - Палац Сташиця
    - Пам'ятник Миколаю Копернику
    - Варшавський університет

  - Вул. Новий Свят
  - Площа Трьох Хрестів
    - Костел святого Олександра (Варшава)

  - Алеї Уяздовські
    - Уяздовський палац
    - Уяздовський парк
    - Ботанічний сад
    - Палац Собаньських
    - Вілла Гавроньських
    - Палацик Вільгельма Рея
    - Сейм та Сенат
    - Канцелярія голови Ради Міністрів
    - Пам'ятник Ігнація Яна Падеревського
    - Кам'яниця «Під гігантами»
- Саський сад
- Театральна площа з Великим театром
- Банкова площа з Палацом урядової комісії та казначейства
- Площа Пілсудського з Могилою невідомого солдата
- Державна філармонія
- Палац культури та науки
- Бельведерський палац
- Королівські стежки
  - Палац на воді
  - Стара Помаранчарня
  - Амфітеатр
- Польськокатолицька церква Святого Духу
- Палац Мостовських
- Пам'ятник Героям Гетто
- Синагога Ножиків
- Павяк
- Палац Бжозовських

## Безпека
Відповідно до статистик поліції за 2012 рік, Середмістя є найбільш небезпечною дільницею Варшави з точки зору розбоїв, крадіжок, злочинів, пов'язаних з наркотиками. З точки зору відношення кількості випадків насильства на кількість мешканців ця дільниця займає третю позицію в Варшаві, в категорії розбою із застосуванням зброї — другу.